# Den gale kong George
Den gale kong George (originaltitel: The Madness of King George) er en britisk historisk dramakomediefilm fra 1994, instrueret af Nicholas Hytner. Manuskriptet er baseret på Alan Bennetts skuespil The Madness of George III fra 1991. I hovedrollerne ses Nigel Hawthorne, Helen Mirren, Ian Holm, Amanda Donohoe, Rupert Graves og Rupert Everett.
Filmen modtog BAFTA-prisen for bedste britiske film og Hawthorne en for bedste mandlige hovedrolle.

## Medvirkende
- Nigel Hawthorne som Kong Georg d. 3.
- Helen Mirren som Dronning Charlotte
- Ian Holm som Francis Willis
- Amanda Donohoe som Lady Pembroke, Lady of the Bedchamber
- Rupert Graves som Oberst Greville
- Geoffrey Palmer som Doktor Warren
- Rupert Everett som George, Prins af Wales
- Jim Carter som Charles James Fox, oppositionsleder
- Julian Rhind-Tutt som Frederick, hertugen af York
- Julian Wadham som William Pitt den yngre, premierminister
- Anthony Calf som Lord Charles Fitzroy
- Adrian Scarborough som Fortnum
- John Wood som Lordkansler Lord Thurlow
- Jeremy Child som Black Rod
- Struan Rodger som Henry Dundas
- Janine Duvitski som Margaret Nicholson
- Caroline Harker som Mrs. Fitzherbert
- Roger Hammond som Baker
- Cyril Shaps som Pepys
- Selina Cadell som Mrs. Cordwell
- Alan Bennett som backbench-parlamentsmedlem, hvis tale bliver afbrudt af at folk løber ud for at se kongen
- Nicholas Selby som Speaker